# 그라운드호그 데이

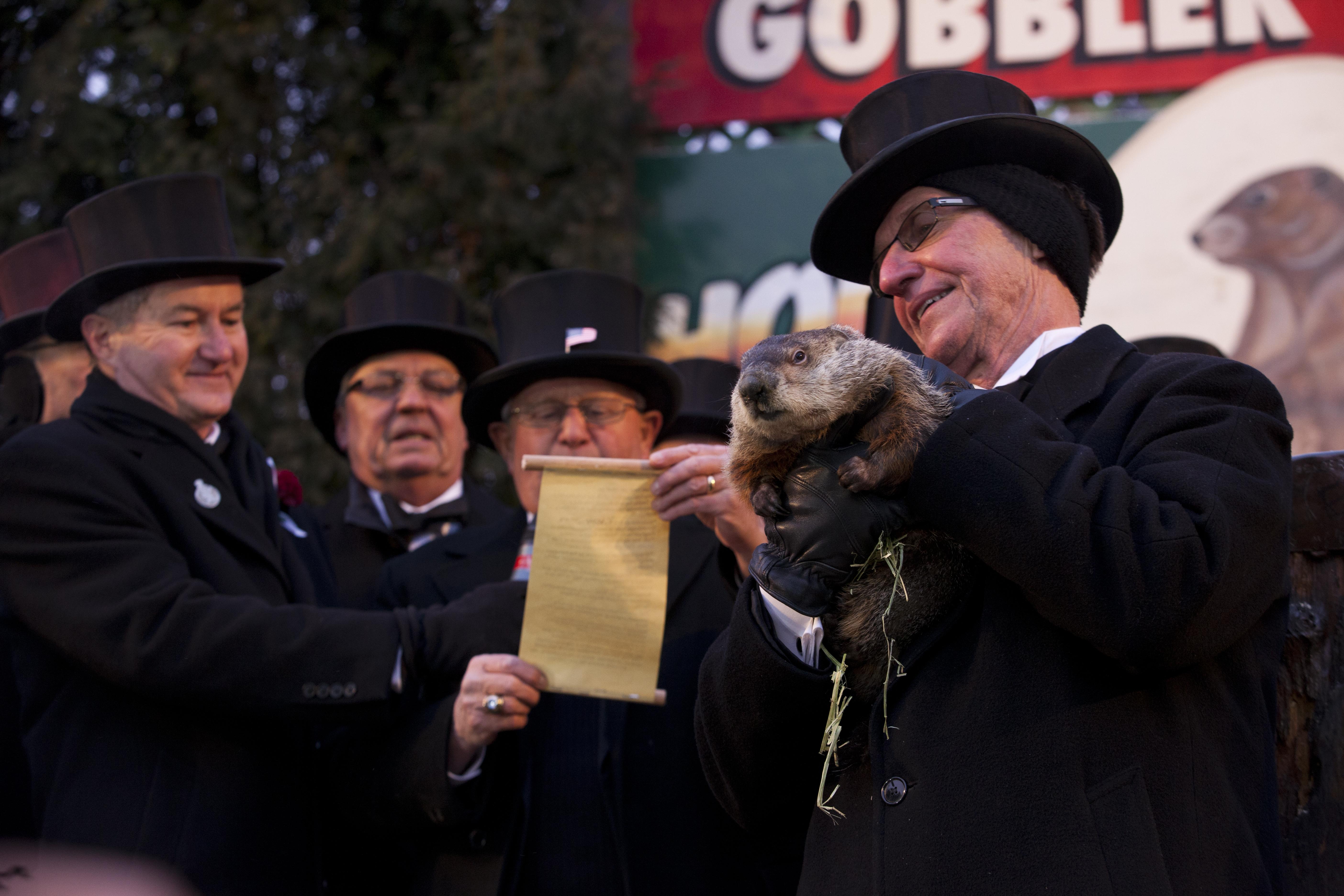

그라운드호그 데이는 미국과 캐나다에서 매 2월 2일에 열리는 기념일이다. 마멋(그라운드호그)이라는 동물을 가지고 겨울이 얼마나 남아 있는가를 점치는 날이다. 독일에서 유래됐지만, 현재에 이르러서는 각국이 이 행사를 실시하고 있다.
전해지는 민간 신앙에 따르면, 마멋이 굴에서 나와 자기 그림자를 보지 못한다면 굴을 떠날 것이고, 그것은 겨울이 끝난다는 것을 암시한다. 그런데 반대로 마멋이 그림자를 본다면 아마 다시 자기 굴로 들어갈 것이고, 겨울은 6주 동안 더 지속될 것이라고 한다. 이런 믿음은 성촉절에 날씨가 맑으면 겨울이 길어진다고 하던 믿음이 발전된 것으로 보인다.